# Frederik Hendriksen
 "F. Hendriksen" omdirigeres hertil. For virksomheden, se F. Hendriksen (virksomhed).
Rasmus Frederik Hendriksen (født 11. august 1847 i København, død 13. januar 1938 samme sted) var en dansk xylograf, der blandt andet er kendt for at have grundlagt Ude og Hjemme og reproduktionsanstalten F. Hendriksen. Han har udgivet flere erindringsværker, hvoraf Mennesker og Oplevelser fra 1910 og En dansk Kunstnerkreds fra sidste Halvdel af 19. Aarh. fra 1928 især har markeret sig.

## Opvækst og ungdom
Frederik Hendriksen blev født ind i en fattig familie i København og påbegyndte som ung sin træskæreruddannelse ved atelieret til Illustreret Tidende i 1861. Herefter søgte han videre uddannelse i Tyskland og England (1867), før han i 1870 vendte tilbage til København og grundlagde sit eget atelier, «F. Hendriksens XA». Hans xylografiske anstalt blev populært omtalt som «Abeburet» og blev i høj grad samlingssted for datidens fagfolk inden for bogtrykningen.
Frederik Hendriksen leverede blandt andet en række xylografier efter norske kunstneres tegninger til den første gennemillustrerede udgave af Asbjørnsen og Moes Norske Folke- og Huldre-Eventyr (1879).

## Ugebladsredaktør og foreningsstifter
Hendriksen grundlagde i 1877 ugebladet Ude og Hjemme. Fra 1880 var Otto Borchsenius medredaktør. Det var hovedsageligt danske forfattere, som skrev for ugebladet, men også norske forfattere som Bjørnstjerne Bjørnson, Peter Christen Asbjørnsen, John Paulsen, Alexander Kielland og Jonas Lie leverede originale bidrag. Erik Werenskiold gav tegninger og prøver på sine illustrationer, og Theodor Kittelsen fik sine allerførste eventyrillustrationer på tryk i ugebladet. Ude og Hjemme ophørte i 1884 på grund af økonomiske problemer. Dette hindrede dog ikke Hendriksens ønske om at bidrage til kunstnersamfundet, og han forfattede allerede snart herefter en artikel, som kom på forsiden af Politiken den 26. december 1884 med hjælp fra kulturredaktøren Edvard Brandes.
Denne artikel var startskudet til det, der i 1888 blev stiftet som forening af blandt andre Gyldendals forlægger Jacob Hegel, Det Kongelige Biblioteks chef Christian Bruun, historikeren A.D. Jørgensen, universitetsfolkene Kristoffer Nyrop og Georg Brandes. Forening for Boghåndværk var navnet og et større fodarbejde fra Hendriksens side lå til grund for denne, som et udtryk for hans på alle måder utrættelige iver efter at fremme den nationale bogtrykker- og illustrationskunsts agtelse.

## Yderligere uddannelse og andet
I 1880 var han intiativtager til stiftelsen af foreningen Bogstaveligheden på grundlag af ide fra Pietro Krohn.
Ud over sin uddannelse som xylograf tog han i 1880'erne til Wien for at dygtiggøre sig i den fotomekaniske reproduktionsmetode som efterhånden kom til at erstatte xylografiet.
Som et supplement til mesterlæren mente Hendriksen, at der var brug for en uddannelsesinstitution for typografer, bogtrykkere og bogbindere, hvilket han i 1893 havde fået tilskyndet bogtrykkerierne til at oprette.
1897 blev han Ridder af Dannebrog.
Efterfølgende har Forening for Boghåndværk valgt årligt at uddele en pris opkaldt efter Hendriksen, F. Hendriksen-medaljen.